# Ravano dalle Carceri
Ravano dalle Carceri († 1216) war ein italienischer Ritter des vierten Kreuzzuges und Herr von Negroponte (Euböa). Er entstammte einer einflussreichen Familie aus Verona, seine Brüder Riondello und Enrico amtierten als Podestà in Verona beziehungsweise als Bischof von Mantua.

## Leben
Während des Kreuzzugs wird nichts über Ravano berichtet. Er dürfte er sich, wie fast alle Lombarden, nach der Eroberung von Konstantinopel 1204 dem Gefolge des Markgrafen Bonifatius von Montferrat angeschlossen haben, der zum König von Thessaloniki aufgestiegen war. Im August 1205 war Ravano einer der drei lombardischen Ritter, die von Jacques d’Avesnes zu einem Dreiherrn (terzieri) von Euböa ernannt wurden. Während er das südliche Drittel mit Karystos erhielt, wurde das mittlere Drittel um Chalkis seinem verwandten Gilberto da Verona und das nördliche Drittel um Oreos an Pegoraro dei Pegorari vergeben.
Nach dem Tod des Bonifatius im Jahr 1207 erhoben sich die lombardischen Ritter unter der Führung des Oberto von Briandrate gegen die Herrschaft des Kindkönigs Demetrius und gegen die Oberherrschaft des lateinischen Kaisers Heinrich. Ravano schloss sich dieser Bewegung an. Der Kaiser konnte allerdings im Frühjahr 1209 in Thessaloniki einziehen und Biandrate gefangen nehmen, auf dem anschließenden Parlement von Ravennika unterstellten sich die Herren von Theben-Athen und Achaia seiner Oberherrschaft. Die Lombarden blieben dieser Reichsversammlung demonstrativ fern und verschanzten sich in der Kadmeia von Theben. Ravano selbst führte am Golf von Volos ergebnislose Verhandlungen mit den Abgesandten des Kaisers, Conon de Béthune und Anseau de Cayeux. Um dieselbe Zeit war er der alleinige Herr von Euböa geworden, nachdem sein Oberherr Jacques d’Avesnes und Gilbert da Verona gestorben und Pegoraro dei Pegorari in die italienische Heimat zurückgereist waren. 
Die allgemein unsichere Lage versuchte Ravano zu nutzen, um sich gänzlich aus der Oberhoheit des lateinischen Kaiserreichs zu lösen. Im Mai 1209 sandte er seinen Bruder, Bischof Enrico von Mantua, nach Venedig um der Seerepublik die Oberherrschaft auf Euböa einschließlich weitreichender Handelsprivilegien anzubieten. Die Aufgabe der Lombarden auf der Kadmeia und damit das Ende des Aufstandes Ende Mai 1209 machten diese Pläne aber zunichte. Zwar versuchte der freigelassene und nach Euböa gezogene Biandrate ihn zu einem neuerlichen Aufstand gegen den Kaiser zu gewinnen, was er aber ablehnte, nachdem der Kaiser persönlich für drei Tage Euböa betrat. Trotzdem leiteten die vergangenen Ereignisse die Dominanz Venedigs auf Euböa ein, da das von Ravano vereinbarte Handelsabkommen bestehen blieb. Im Jahr 1211 erreichte ein venezianischer Bailò die Insel, der fortan ein bedeutender politischer Faktor neben dem Inselherrn wurde, wenngleich die formale Oberhoheit des lateinischen Kaiserreichs bestehen blieb.
Unter Ravano wurde auf Euböa eine lateinische Kirchenhierarchie gebildet mit vier Bistümern in Chalkis, Karystos, Zorkon und Avalona, die dem Erzbistum Athen unterstellt wurden. Sein persönliches Verhältnis zum Klerus war hingegen angespannt, vor allem weil er sich regelmäßig an Kirchengütern vergriff. Weiterhin versuchte er ein Arrangement zur Koexistenz mit dem lokalen griechisch-orthodoxen Klerus zu erreichen, wogegen 1208 aber der Erzbischof von Athen intervenierte. Wegen eines Verhältnisses zu einer verheirateten Adligen mit Namen Isabella, die er später auch heiratete, wurde Ravano schließlich vom Erzbischof mit dem Kirchenbann belegt, der erst 1212 von Papst Innozenz III. aufgehoben wurde.

## Tod und Nachfolge
Ravano dalle Carceri starb 1216, aus seiner Ehe mit Isabella hinterließ er eine Tochter namens Bertha. 
Die Nachfolge auf Euböa gestaltete sich nicht ohne Zutun des venezianischen Bailò als kompliziert. Die Herrschaft auf der Insel wurde erneut und nun endgültig dreigeteilt, wovon Isabella und Bertha den Süden (Karystos) erhielten. Das Zentrum (Chalkis) ging an die Brüder Guglielmo und Alberto, welche die Söhne des ehemaligen Besitzers Gilberto da Verona waren. Der Norden (Oreos) wurde an die Neffen und Adoptivsöhne von Ravano, Rizzardo und Marino, vergeben. Letzterer heiratete dazu eine Tochter des ehemaligen Besitzers Pegoraro dei Pegorari.